# Shark Valley

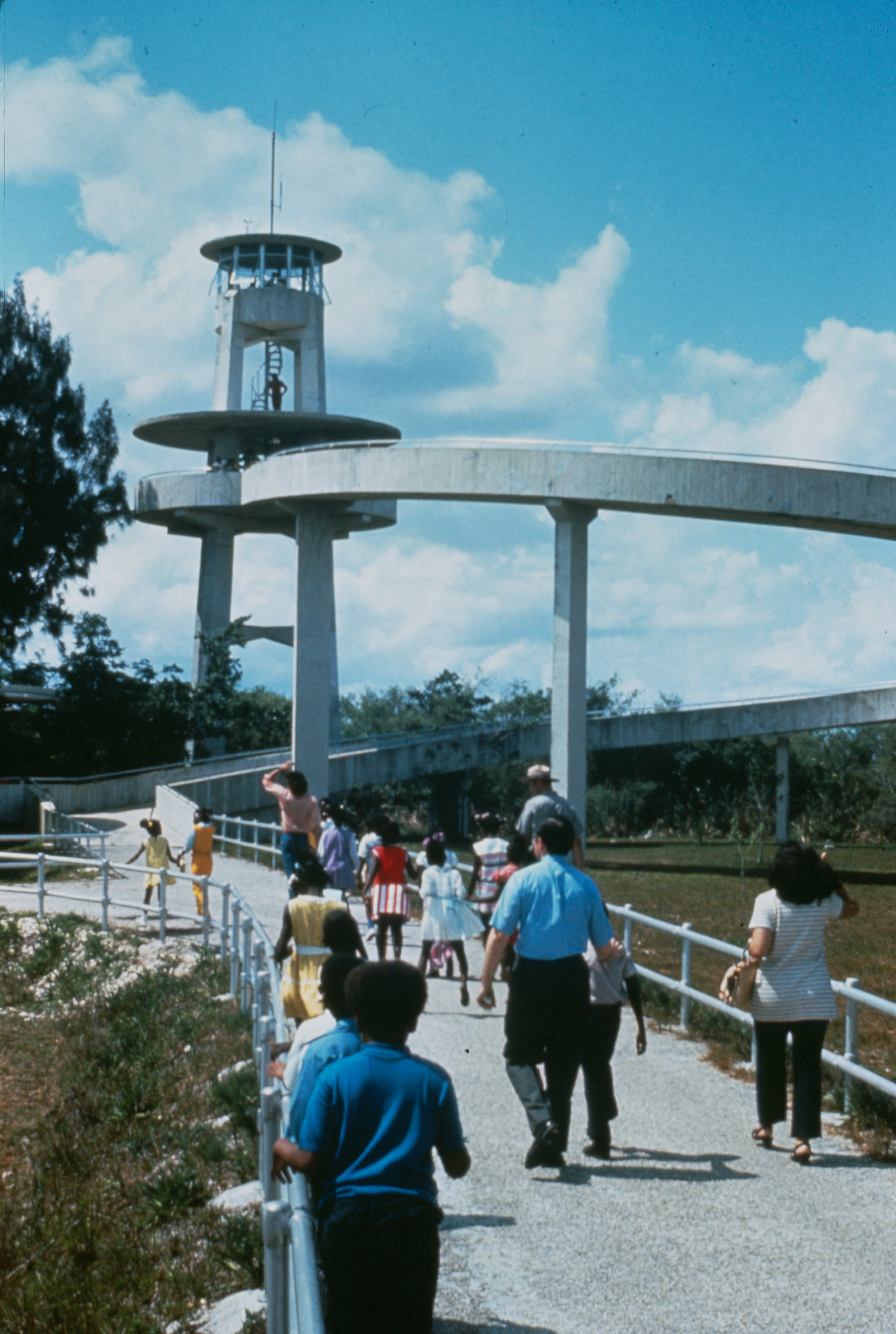
Vue de la Shark Valley Observation Tower, dans la Shark Valley.

Shark Valley est un lieu-dit du parc national des Everglades, parc national américain protégeant une partie des Everglades, en Floride. Il s'agit d'une zone où sont proposées des activités touristiques pour les visiteurs du parc, notamment un tour en bus qui permet d'atteindre la Shark Valley Observation Tower, une tour d'observation.